# Sapromyza insularis
Sapromyza insularis är en tvåvingeart som först beskrevs av Ignaz Rudolph Schiner 1868.  Sapromyza insularis ingår i släktet Sapromyza och familjen lövflugor. Inga underarter finns listade i Catalogue of Life.